# Enclave macaronésico africano
Se denomina enclave macaronésico continental o africano a una amplia región de Marruecos y el Sahara Occidental en la que aparecen similitudes con la flora macaronésica fundamentalmente las islas Canarias orientales y Cabo Verde. 

## Localización
Esta franja costera atlántica de miles de kilómetros va desde el suroeste de la península ibérica, pasando por el sur de Marruecos, Sáhara Occidental y Mauritania, hasta el norte de Senegal. Otros autores restringen su extensión entre Safi, en Marruecos y El Aaiún, en el Sáhara Occidental.

## Clima

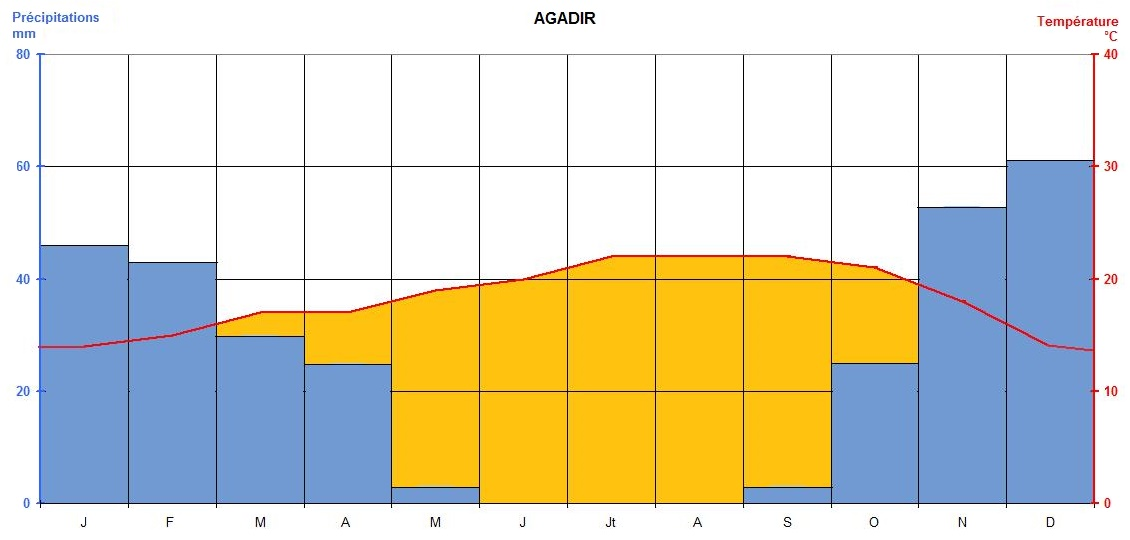
Diagrama ombrotérmico de Agadir.

El clima en la región está dominado por la proximidad del océano y la corriente fría de Canarias que suaviza los contrastes de temperaturas y por los vientos dominantes: por un lado los alisios que soplan desde el noroeste, y por otro el chergui (árabe: šarqīa شرقية, oriental), que constituye la calima en Canarias) o siroco que sopla de forma esporádica particularmente en la parte que queda al sur del Alto Atlas y de cabo de Aguer.
En Agadir, las precipitaciones promedian menos de 250 mm anuales, con las lluvias concentradas entre noviembre y marzo. La insolación alcanza los 340 días al año, pero las brumas son frecuentes. La amplitud térmica es escasa debido a la influencia oceánica, y las temperaturas medias son de 14-16 °C en enero y 19-22 °C en julio. Durante los episodios de viento del este (chergui), las temperaturas superan los 40 °C con un récord de 51,7 °C.
Desde el punto de vista bioclimático, el área se encuentra entre los pisos inframediterráneo y termomediterráneo.

## Historia
Varios investigadores que llegaron a las islas desde el continente pusieron en evidencia las afinidades entre ambas floras. Ya René Louiche Desfontaines, en su Flora Atlántica (1798) describe algunas especies en Marruecos como plantas típicamente canarias. Pierre Marie Auguste Broussonet estudia desde 1795 a 1801 la flora de Essaouira, pocos años antes de arribar a las Canarias. El término fue utilizado por primera vez por Philip Barker Webb, que llegó a Canarias en 1828 habiendo estado en Marruecos en 1827. Joseph Dalton Hooker dedica a estas relaciones un capítulo de su Journal of a tour in Marocco and the great Atlas en 1878.

## Características
La proximidad entre Lanzarote y Fuerteventura y esta zona es muy corta (96 km), y lo fue más aún durante las glaciaciones del Cuaternario (hace 18.000 años era de 60 km). El paisaje vegetal es muy parecido al de los pisos basales de las islas Canarias orientales. Un elevado número de especies vegetales y algunas animales son comunes, fundamentalmente artrópodos, pero la mayor peculiaridad se da en que muchos de estos taxones son endémicos de ambas regiones, la insular y la continental. Con frecuencia aparecen especies vicariantes dentro de un mismo género que, a su vez, es endémico de ambas regiones. Entre los taxones vicarios encontramos : Lotus marocanus / Lotus glaucus; Bubonium intrincatum / Bubonium sericeum; Euphorbia echinus y Euphorbia beaumieriana / Euphorbia handiensis; Kleinia anteuphorbium / Kleinia neriifolia; Lavandula maroccana / Lavandula multifida; Sonchus leptocephalus / Warionia saharae. Entre las especies comunes están Euphorbia regis-jubae, Helianthemum canariense o Asparagus pastorianus.
Un espacio muy característico es el cabo de Aguer, a unos 30 km al norte de Agadir (Marruecos), en el que el paisaje vegetal es análogo al de grandes áreas de Canarias. Allí aparecen tabaibas y cardones (Euphorbia spp.), aulagas (Launaea), cornicales (Periploca), orobales (Withania), verodes (Kleinia), bejeques (Aeonium), tasaigos (Rubia) y cerrajas (Sonchus), utilizando los nombres comunes canarios, formando parte de una misma comunidad vegetal.
La fitosociología de estas formaciones fue descrita en una monografía por Rivas Goday y Esteve Chueca.
Recientemente se descubrió para la ciencia una numerosa población de dragos (Dracaena) junto a otras formaciones vegetales arbóreas que también viven, de manera relíctica, en algunas de las islas macaronésicas. Es el caso de los bosques de sabina, acebuche, lentisco, etc. si bien todos estos son taxones mediterráneos.
Las tabaibas y cardones (Euphorbia spp.) se han considerado marcadoras para definir el concepto de enclave macaronésico.

## Espacios protegidos
El parque nacional de Souss-Massa es el principal área protegida de esta región y está parcialmente incluida en la reserva de Biosfera Arganeraie.

## Controversia
Los estudios sobre la flora y la vegetación del área continental son muy escasos frente a la enorme abundancia de estudios insulares. Esto podría alimentar un punto de vista insular sobre la cuestión.
La mayor parte de la vegetación del denominado 'enclave' procede de la transición de la vegetación mediterránea en un gradiente creciente de aridez y con la aparición de determinados elementos afrotropicales. Puesto que se trata de una transición con los ecosistemas mediterráneos, áridos y tropicales, no se puede hablar con propiedad de "enclave" y la denominación "macaronésico" parece un tanto centrada en un prejuicio insular. Si bien la región en su conjunto tiene una gran importancia por su tasa de endemicidad, la utilización de las euforbias como indicadores no parece adecuada puesto que existen en otros lugares de la región afrotropical. Además, la mayor parte de los elementos florísticos empleados para defender la similitud son, de hecho, mediterráneos. Si bien el género Dracaena está bien distribuido en zonas tropicales, particularmente en África, algunas especies tienen, por su parte, una distribución relíctica en el mundo, pero tampoco parece ser suficiente para definir el enclave.
Además, la homologación de los pisos bioclimáticos canarios a los mediterráneos es una tendencia creciente.